# Всемогутність
 Всемогутність — це невичерпна сила, яка не має жодних мислимих обмежень, іншими словами, сила, що має безмежні можливості. Монотеїстичні релігії зазвичай приписують всемогутність лише Богу. 
В філософії більшості західних монотеїстичних релігій всемогутність є однією з багатьох відмінних рис Бога, таких як всезнання, всюдисущість та благість. 

## Значення терміна «всемогутність»
Люди різних конфесій або навіть однієї і тієї ж віри використовують термін всемогутній для позначення різних уявлень про природу цієї властивості. Ось найбільш поширені: 
1. Бог може робити все, що завгодно, тобто відповідь на питання «чи може бог зробити X ?» завжди «так», незалежно від того, що таке X. Однак це призводить до очевидних протиріч, наприклад, до Парадоксу всемогутності, тому цю позицію не підтримують сучасні богослови.
2. Бог здатен зробити все, що не містить в собі внутрішніх логічних протиріч[1].
3. Бог може зробити все, що сам побажає[2].
4. Бог може зробити все, що не суперечить його внутрішній сутності (так, наприклад, якщо передбачається, що Бог завжди говорить  правду, то він не може збрехати).

Для багатьох філософських визначень поняття «Бог» можна показати, що значення  2, 3 і 4 рівнозначні. Однак всі чотири мають на увазі, що Бог здатен втручатися в наш світ, змінюючи закони фізики, бо вони не є частинами його сутності, а лише принципами, за якими він створив матеріальний світ. Хоча деякі сучасні богослови (такі як Джон Полкінгхорн) дотримуються думки, що порушення своїх власних законів суперечить сутності бога, тому він може їх змінити лише за наявності дуже вагомої причини. 

### Схоластичне визначення
Тома Аквінський визнав труднощі розуміння божої сили. Він писав, що хоча «всі вірять у всемогутність бога... видається важким пояснити, в чому саме це всемогутність полягає». У розумінні схоластиків всемогутність накладає деякі обмеження на можливості бога, тобто його сила не є нескінченною. Є деякі речі, які не може зробити навіть всемогутній Бог. Середньовічні богослови звернули увагу на деякі достатньо тривіальні приклади обмежень Його сили. Вислів «Бог може все» має сенс, лише якщо розуміти додаткову умову «що може бути зроблено за допомогою Його досконалої сили». Ця стандартна схоластична відповідь допускає те, що деякі звичайні можливості Його створінь, такі як ходьба, доступні людям, але не богу. Але це означає не перевагу людей перед богом, а, навпаки, дефект їхніх можливостей. Здатність грішити, наприклад,  —  це якраз такий дефект (людська слабкість). У відповідь на питання про те, чи може Бог здійснювати неможливі речі (наприклад, створити круглий квадрат), Аквінський каже: «Ніщо внутрішньо суперечливе не входить у всемогутність Бога.» 
Порівняно недавно К. С. Льюїс при роботі над проблемою зла прийняв таку ж точку зору стосовно всемогутності. Льюїс поділяє погляди Аквінського на протиріччя: 
|  | Його всемогутність означає владу робити все, що внутрішньо можливо, але не те, що внутрішньо неможливо. Йому можна приписувати чудеса, але не дурниці. Це не накладає обмеження на Його владу. Якщо ви скажете: «Бог може надати істоті свободу волю і водночас її позбавити», ви фактично нічого не сказали про бога — безглузда комбінація слів не знайде раптово сенсу тому лише, що ви додасте до неї два інших слова: «бог може». Як і раніше залишається істинним, що для бога немає речей неможливих — внутрішні неможливості не є речі, а лише порожні місця. Для бога не більше можливо, ніж для його найслабшого створення, здійснити дві взаємовиключні альтернативи — не тому, що Його могутність наштовхується на перешкоду, а тому, що нісенітниця залишається нісенітницею, навіть коли ми говоримо її про бога. Льюїс, 18 |

## Відсутність або обмеження всемогутності
Деякі монотеїсти відкидають думку, що Бог є або може бути всемогутнім або дотримуються того, що, створивши істот зі свободою волі, Він добровільно обмежив Свою всемогутність. В консервативному та реформістському юдаїзмі, а також у деяких течіях всередині протестантизму, включаючи богослів'я процесу та відкритий теїзм Бог діє в світі за допомогою переконання, а не примусу. Він виявляє себе у світі, надихаючи свої створення та надаючи їм можливості, зовсім необов'язково творячи чудеса або порушуючи закони природи. 
Концепція відмови від всемогутності часто виникає з деяких філософських розглядів і з біблійних текстів, обговорюваних нижче. 

### Філософські підстави
Богослів'я процесу відкидає безмежну всемогутність через філософські міркування, аргументуючи це тим, що всемогутність в її класичному розумінні несумісна з ідеєю досконалого Бога. 
Ця думка виражена в приписуваному Платону висловлюванні «Буття  —  сила.» 
|  | Я стверджую тепер, що все, що володіє за своєю природою здатністю або впливати на щось інше, або зазнавати хоч найменшого впливу, нехай від чогось вельми незначного та лише один раз, все це дійсно існує. Я даю таке визначення наявного: воно є не що інше, як здатність. Платон, 247E |

Відштовхуючись від цієї передумови, Чарльз Хартсхорн йде далі: 
|  | Сила — це контроль, а абсолютна сила — абсолютний контроль... сила повинна застосовуватися до чогось, принаймні якщо під силою ми розуміємо вплив; але щось контрольоване не може бути повністю бездіяльним, бо річ яка не проявляє зі свого боку активності, є ніщо; водночас якщо те, на що діє сила, саме по собі активне, то воно повинне надавати хоча б невеликого опору " абсолютній " силі, і як же тоді ця сила може бути абсолютною ? Хартсхорн, 89 |

Точніше цей аргумент можна викласти таким чином: 
1) Якщо щось існує, то воно повинне проявляти активність
2) Якщо істота проявляє власну активність, то вона має можливість протистояти Богу
3) Якщо істота має силу для спротиву Богові, то Він не має абсолютної сили
Таким чином, якщо сила Бога не абсолютна, Він повинен втілювати в Собі деякі характеристики сили, а також мати можливості для переконання своїх створінь. Ця точка зору відома як біполярний теїзм. 
Найвідоміші роботи, що підтримують дану позицію, належать Харольду Кушнеру (в юдаїзмі). Необхідність зміни значення терміна «всемогутність» була також чітко висловлена Альфредом Вайтхедом на початку XX століття, і саме цю думку підхопив вищезазначений Чарльз Хартсхорн. Він продовжив розгляд всемогутності в контексті теологічної системи, відомої як богослів'я процесу. 

### Біблійні підстави
Деякі філософи та богослови відкидають всемогутність виходячи з текстів Святого Писання. Вони відзначають, що більша частина оповіді Старого Завіту описує спілкування Бога зі створіннями за допомогою переконання, і лише в деяких рідкісних випадках Він застосовує силу. В Новому Заповіті є фраза, яка явно вказує на обмеженість можливостей Бога: це вислів апостола Павла про те, що Бог не може брехати   [Архівовано 18 травня 2008 у Wayback Machine.]. 
Проте варто зауважити, що багато віршів Біблії все ж приписують Богу всемогутність. Деякі подібні вірші приведені нижче: 
Псалтир 33:8-9: Да убоїться Господа вся земля; да утремтять перед Ним всі мешканці цілого світу, бо Він сказав,  —  і зробилося; Він повелів,  —  і з'явилось. 
Буття 17:1: Авраму було дев'яносто дев'ять років, і Господь явився Авраму й сказав йому: Я Бог Всемогутній! Ходи перед лицем Моїм, і будь непорочний. 
Єремія 32:27: Ось Я Господь, Бог кожного тіла; чи є щось неможливе для Мене ? 
Псалтир 107:25: Він мовить,  —  і повстане бурхливий вітер та високо піднімає хвилі його. 

## Парадокси всемогутності
Віра в те, що Бог може зробити абсолютно будь-яку дію, породжує деякі логічні парадокси. Ось простий приклад: чи може бог створити настільки важкий камінь, що він сам його не зможе підняти ? Якщо не може, то він не є всемогутнім. Якщо ж може, то створений непідйомний камінь буде обмеженням можливостей бога, бо він не зможе його підняти. Цей класичний парадокс був сформульований ще в середньовіччі. Поєднуючи всемогутність та всевідання, можна побудувати інший приклад парадоксу: чи може бог поставити таке питання, на яке сам не знатиме відповіді ? 
Блаженний Августин у своєму творі Про град Божий висловлював думку, що бог не може нічого з того, що обмежує його могутність: 
Він називається всемогутнім, оскільки робить те, що хоче, і не терпить того, чого не хоче; якби останнє трапилося з Ним, він жодним чином не був би всемогутнім. Тому-то щось і неможливе для нього, бо він всемогутній.— Про град божому, книга 5, глава 10
Тобто, Августин вважав, що бог за своєю природою не може  створити таку ситуацію, яка б наклала обмеження на його могутність. 

## Невизначеність поняття й інші точки зору
Деякі віряни беруть відомості про божественну силу з релігійних текстів і їх тлумачень, а також своїх інтуїтивних уявлень. Вони вважають, що людський розум обмежений, інакше, на їхню думку, не існувало б нерозв'язаних проблем фізики. Такі віряни вважають, що в реальності вони не можуть бачити або знати, що і як робить їх бог (передбачається, що існує богоподібна істота, яка свідомо виконує деякі дії), тому вони не можуть судити про межі її можливостей.  Всі наші домисли ґрунтовані на дуже мізерних знаннях про Бога і на припущенні, що закони фізики та логіки однакові скрізь (в тому числі, в паралельних світах, якщо такі існують). 
Деякі з вірян вважають, що вони знають лише те, що сучасні закони фізики вірні в нашому всесвіті, але, можливо, в паралельних світах вони зовсім інші; це дає богоподібній істоті більше можливостей, і якщо кількість всесвітів нескінченна, то може бути безмежною і сила Бога. Але, на жаль, на цей момент немає ніяких емпіричних підтверджень існування паралельних світів. Див. також Нірвана, Хаос. 
Рене Декарт вважав, що при розвитку теорії, що обґрунтовує наявність або відсутність всемогутності Бога, вчиняється помилка, яка полягає в тому, що всі висновки робляться за допомогою законів логіки; але бути всемогутнім означає бути поза логікою.
Ще є спірним твердження, що Бог свідомо робить свої вчинки. Наприклад, в рамках еманатизму проголошується, що всі процеси — це потоки божественної енергії. 
Пантеїзм вважає богом все, що розташоване в нашому та паралельних всесвітах. Так, якщо хтось здійснює вчинок, то по суті це робить бог. Ми — частина бога, згідно з такою позицією. 
В даосистських релігійних та філософських традиціях Дао в певному сенсі є Богом. Вважається, що Дао є невичерпним джерелом сили.

## Див. Також
- Теодіцея